# Хинолизидин
Хинолизиди́н (октагидрохинолизин, норлупинин) — азотистое гетероциклическое соединение. 
Является структурной основой некоторых алкалоидов, таких как цитизин и пахикарпин. Производные хинолизидина синтезируются в живых организмах из аминокислоты лизина.

## Физические и химические свойства
Хинолизидин представляет собой бесцветную жидкость, хорошо растворимую в воде и органических растворителях. Проявляет сильные основные свойства, при взаимодействии с кислотами образует соли (например пикраты и хлороплатинаты).
Хинолизидин также проявляет свойства третичных аминов, например, образует четвертичную соль с иодметаном:

## Получение и применение
Хинолизидин получают из лупиновой кислоты (она выделяется из растений рода люпиновых) либо её метилового эфира:
Другой способ получения хинолизидина — из пиридина:
Ряд производных хинолизидина применяются лекарственными препаратами - это пахикарпин и цитизин. 